# Жировичский сельсовет
Жировичский сельсовет (белор. Жыровіцкі сельсавет) — административная единица на территории Слонимского района Гродненской области Республики Беларусь. Административный центр — агрогородок Жировичи, расположен в 5 км от города Слонима.

## История
Образован 12 октября 1940 года в составе Слонимского района Барановичской области БССР. С 8 января 1954 года в составе Гродненской области. 22 февраля 1966 года к сельсовету присоединена территория упразднённого Шиловичского сельсовета.

## Состав
Жировичский сельсовет включает 6 населённых пунктов:
- Жировичи — агрогородок
- Завершье — деревня.
- Загорье — деревня.
- Залесье — деревня.
- Русаково — деревня.
- Стеневичи — деревня.

## Производственная сфера
На территории сельсовета расположена ГСХУ «Жировичская сортоиспытательная станция», СРСУПП «Райплемстанция», Жировичское лесничество

## Социальная сфера
Участковая ветеринарная лечебница, межрайонный учебно — производственный комбинат, государственная общеобразовательная средняя школа, школа искусств, УО «Жировичский государственный аграрно-технический колледж», детский сад — ясли, участковая больница и амбулатория, Русаковский фельдшерско — акушерский пункт, сельский Дом культуры, Дом культуры ЖГАТКа.

## Достопримечательности
Свято-Успенский Жировичский монастырь, Минская Духовная Семинария и Академия, регентское училище.

## Памятные места
На территории сельсовета находятся обелиски и памятники советским воинам и местным жителям, погибшим в годы Великой Отечественной войны, расположенные в деревне Жировичи и урочище Андреево.